# گته پتهن
گته پتهن (به انگلیسی: Goth Pathan) یک روستا در پاکستان است که در باکرانی واقع شده‌است. گته پتهن ۰٫۳ کیلومتر مربع مساحت و ~۱۰٬۰۰۰ نفر جمعیت دارد.